# Tonhon Chonlatee
Tonhon Chonlatee (ต้นหนชลธี; RTGS: Tonhon Chonlathi) é uma série de televisão tailandesa de 2020 estrelada por Suphakorn Sriphotong (Pod) e Thanawat Rattanakitpaisarn (Khaotung).
Dirigida por Ekkasit Trakulkasemsuk e produzida pela GMMTV junto com Keng Kwang Kang, a série é uma das duas séries de televisão lançadas pela GMMTV junto com AIS Play em 8 de julho de 2020. A série estreou no GMM 25 e AIS Play em 13 de novembro de 2020, indo ao ar às sextas-feiras às 21h30 TIC.
Isso serve como um projeto de reunião para Thanawat Rattanakitpaisarn (Khaotung), Jirakit Kuariyakul (Toptap), Chinnarat Siripongchawalit (Mike), Sivakorn Lertchuchot (Guy) e Chanagun Arpornsutinan (Gunsmile) após seus papéis de sucesso como Fong, Type, Man, Dim e Boss, respectivamente, na fenomenal série boys' love 2gether: The Series, em que a referida série também foi apresentada no episódio 9 da série.

## Enredo
Chonlatee (Thanawat Rattanakitpaisarn) é um garoto tímido e de bom coração, que tem uma queda secreta por Tonhon (Suphakorn Sriphotong), o vizinho, desde a infância. Tonhon sempre cuidou dele como se fossem verdadeiros “irmãos”. Mas Chonlatee observa Tonhon e sua namorada Amp à distância. Isso até que o destino o favoreça quando Tonhon atualizar seu status de solteiro. Chonlatee então decide mudar seu visual para chamar a atenção e o amor de Tonhon.
A proximidade deles começa a se transformar em um vínculo mais profundo. Tonhon começa a ficar confuso sobre seus sentimentos. Sua boca fica dizendo que ele não pensa em Chonlatee dessa forma, mas quando Chonlatee sai com outra pessoa, ele se sente inseguro, sendo possessivo e preocupado com Chonlatee. E no meio disso, sua ex-namorada, Amp, retorna para perseguir os sentimentos de Tonhon.

## Elenco e personagens
O elenco da série é:

### Principal
- Suphakorn Sriphotong (Pod) como Tonhon/Ton - o melhor amigo de infância de Chonlatee, que finge que Chonlatee é apenas um "irmão" para ele.
- Thanawat Rattanakitpaisarn (Khaotung) como Chonlatee/Chon - o melhor amigo de infância de Tonhon que tem uma paixão secreta por Tonhon desde a infância.

### Recorrente
- Jirakit Kuariyakul (Toptap) como Ai - namorado de Ni e melhor amigo e colega de casa de Tonhon
- Chinnarat Siriphongchawalit (Mike) como Ni - namorado de Ai e melhor amigo e colega de casa de Tonhon
- Phatchara Tubthong (Kapook) como Amp - ex-namorada de Tonhon
- Apichaya Saejung (Ciize) como Pang - o melhor amigo de infância de Chonlatee
- Trai Nimtawat (Neo) como Na - o amigo que se autodenomina rico e bonito de Chonlatee e Pang e que tem uma queda por Chonlatee.
- Ployshompoo Supasap (Jan) como Miriam - uma "garota de programa" ajudada por Ai e Ni, e colega de casa e amiga de Chonlatee que é uma grande fã de séries boys' love.
- Chanagun Arpornsutinan (Gunsmile) como Neung - um veterano do campus que tem uma queda por Chonlatee
- Wanpiya Oamsinnoppakul (Gwang) como Baipai - irmã de Ton e esposa de Itt
- Sivakorn Lertchuchot (Guy) como Itt - cunhado de Ton e marido de Baipai
- Jennifer Kim como Mae Nam - mãe de Chon
- Kalaya Lerdkasemsap (Ngek) como Amporn - mãe de Ton
- Dilok Thongwattana (Moo) como Chaeron - pai de Ton

### Convidado
- Thanathorn Khuankaew (Jom) como Por
- Samitpong Sakulpongchai (Tong) como Ken

## Trilha sonora
| Título da música | Título romanizado      | Título em inglês | Artista                  | Ref.  |
| ---------------- | ---------------------- | ---------------- | ------------------------ | ----- |
| ไม่มีวันไหนไม่รัก     | Mai Mi Wan Nai Mai Rak | Never Love       | Saranyu Winaipanit (Ice) | [ 4 ] |